# 沃拉普克编码
沃拉普克编码（kodirovka "volapyuk")是一种用拉丁字母替代西里尔字母的网络方言。与用谐音字替换的音译不同，沃拉普克编码用形近或音近的拉丁字母替换西里尔字母。

## 词源
沃拉普克编码这个名字来源于一种叫沃拉普克语的人造语言，但与这个语言没有直接联系。俄国人觉得沃拉普克语写起来很有趣，而且认为（沃拉普克语在俄语的写法）用俄语读起来很有趣，因此用这个语言为这种看起来同样觉得有趣的转写方式命名。

## 历史
沃拉普克编码与音译在俄国刚刚连接到互联网的时候都被使用。在早期互联网上，收发电子邮件时受字体、输入方式等限制，使用西里尔字母是相当困难的。一方面，如果输入者没有支持输入西里尔字母的键盘或输入法，就无法用西里尔字母输入；另一方面，无论是收件人还是发件人，如果不使用同一种西里尔字母的编码（计算机刚引入俄罗斯时有很多种不太完善又互不相通的文字编码），那么收发双方看见的内容往往是大相径庭的。另外，当时使用的7比特储存一个字符的编码阻碍了西里尔字母的引入。因此当时很多电子邮件用户往往使用各种方法来表达原本用西里尔字母书写的俄语信息，沃拉普克编码正是其中一种方案。
一些俄罗斯电邮服务供应商甚至提供选项让用户能把从俄罗斯发出国外的邮件自动转换为沃拉普克编码再发出。以下是一封经过转换为沃拉普克编码再发出的电子邮件的抬头：
"MIME/BASE64, MIME/Quoted-Printable, volapuk, uuencode"
到了20世纪90年代后期，随着越来越多软件厂家和互联网服务供应商支持官方标准，因此包括沃拉普克编码在内的西里尔字母罗马化方案逐渐淡出人们的视野。

## 转换规则
沃拉普克编码通常用拉丁字母取代看起来相同的印刷体或手写体西里尔字母，也有用阿拉伯数字替代。这使得转换后的文本看起来像黑客文。
1. 用看起来相同的字母替换：a, e, K, M, T, o, y。为了看起来更像，有时会用大写字母：比如用大写K会比小写k更像西里尔字母к；大写M替换м，而小写m则用于替换手写体的т；印刷体的т则用大写的T取代。
2. 用看起来相似的字母或字符组合替换：в - B，г - 2（与手写体相似）或r，з - 3，л - J|或/\ （前者像印刷体，后者像手写体），н - Н，п - n （与手写体相似），р - p，с - c，х - x，ч - 4。实际应用上还有很多种替换方式。
3. 用其他方式替换，比如：ж - *，я - 91，щ - LLI_，э - -)，等等。这使得实际应用时的替换方式有很多种，比如щ可能有超过15种变化。用怎样的字符替代一个字母取决于用户的喜好。

转换方式与语言有关，比如乌克兰语用户会由于乌克兰语字母表与俄语字母表不同而有不同的转换方式。

## 转换对照表
- А — A
- Б — 6， b
- В — B
- Г — F， r
- Д — D， g (手写体)
- Е — E
- Ё — E， E"， Ë (拉丁字母)
- Ж — *， }I{
- З — 3
- И — N， u (手写体)
- Й — N'， Ñ， u'，ú (后两者都是手写体)
- К — K
- Л — JI， /\
- М — M
- Н — H
- О — O
- П — II， n
- Р — P
- С — C
- Т — T， m (手写体)
- У — y
- Ф — Ø， qp
- Х — X
- Ц — U,
- Ч — 4
- Ш — W， LLI
- Щ — W, 或 "W_" 或 LLL
- Ъ — b 或 'b
- Ы — bl
- Ь — b
- Э — ~)， € (欧元符号)
- Ю — IO， I-O
- Я — R， 91

## 例子
“苏联”一词：
- (西里尔字母)
- (沃拉普克码)
- (音译)

### 引用
1. 1 2  A note of cancellation of automatic volapuk encoding (1997) （页面存档备份，存于） （俄文）
2. ↑  Instructions at the Ukrainian chat server Nyshporka 的存檔，存档日期2007-01-01. （俄文）

### 书籍
- Frolov, A.V. and Frolov, G.V. Electronic Mail. Your Internet Companion (А.В. Фролов, Г.В. Фролов, "Электронная почта. Ваш спутник в Интернете") Russkaya Redaktsiya Publishers (Русская Редакция) (2000) ISBN 5-7502-0156-2, Chapter 6 online （页面存档备份，存于） （俄文）